# Селфі мавпи

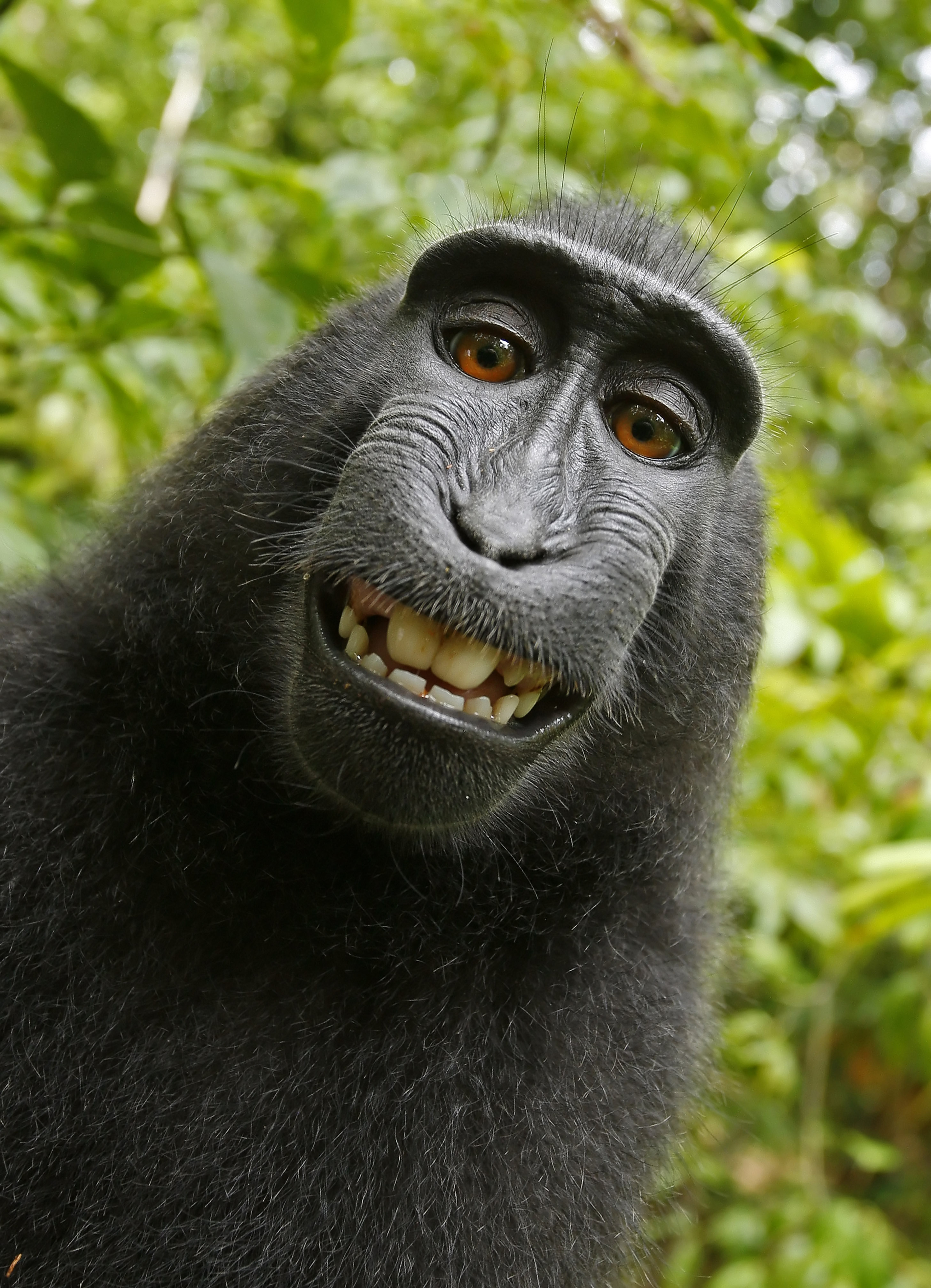
Одне з суперечливих «селфі», зроблене макакою

Селфі мавпи — серія зображень, зроблених чубатим макакою за допомогою фотографічного обладнання, що належить британському фотографу Девіду Слейтеру.
Розміщення цих зображень на Вікісховищі породило суперечку в середині 2014 року щодо того, чи є дані фотографії об'єктами авторського права як твори мистецтва, зроблені не людиною. Претензії Слейтера про порушення авторських прав на зображення деякі вчені й організації визнали суперечливими, ґрунтуючись на факті, що мавпа — не людина, а тому не є суб'єктом права; отже, вона не може бути власником авторських прав. У грудні 2014 року Бюро авторського права США заявило, що твори, створені не людиною, не підлягають охороні авторського права і, отже, переходять у суспільне надбання. 2016 року Федеральний суддя США ухвалив, що мавпам не можуть належати авторські права на зображення.

## Історія створення
2011 року фотограф Девід Слейтер із Південного Уельсу вирушив до Індонезії для фотографування чубатих макак. Під час одного зі знімань Слейтер встановив камеру на штатив і відійшов. Самка макаки потрапила в поле зору об'єктива і натиснула на пульт дистанційного спуску, зробивши кілька фотографій. Більшість цих фотографій були непридатними для використання, але деякі вийшли дуже якісними; згодом Слейтер опублікував їх як «Селфі мавпи» (англ. monkey's selfie). Слейтер ліцензував зображення Caters News Agency, виходячи з того, що авторські права на фотографії належать йому. Слейтер стверджував, що він «спроєктував» фото: «Сама ідея залишити їх [мавп] грати з камерою належала мені. Це був мій художній задум, і я контролював процес. Я знав, що мавпи могли зробити це, я це прогнозував. Я передбачав, що, ймовірно, фотографію можна зробити».

## Питання авторського права

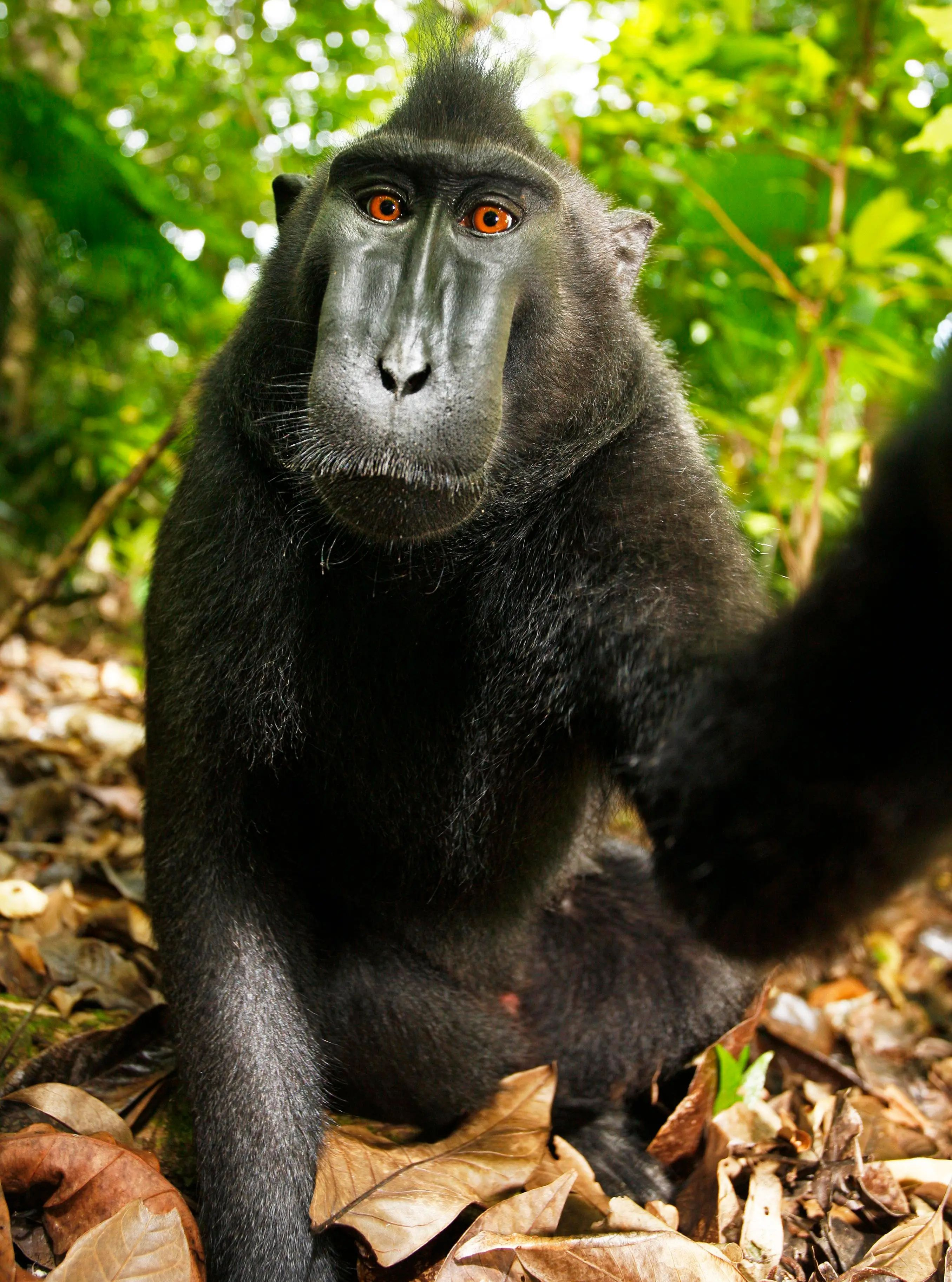
Інше суперечливе зображення. Селфі в повний зріст

Випадок з авторськими правами Слейтера обговорювався у блозі Techdirt, де стверджувалося, що фотографія знаходиться в суспільному надбанні через те, що мавпа не може виступати суб'єктом права — особою, яка спроможна володіти правами, в тому числі авторськими. Крім того, Слейтеру не могли належати авторські права на фото, тому що він фактично не брав участі в його створенні.
Пізніше Caters News Agency звернулися з проханням видалити фотографію з блогу Майка Масніка, пославшись на відсутність дозволу на публікацію. Представник агентства заявив, що журналіст «нахабно підняв» ці фотографії десь, мабуть, із The Daily Mail Online. Caters News Agency продовжували вимагати видалення фотографій попри твердження Масніка, що якби фотографії охоронялися авторським правом, їх можна було б використовувати на Techdirt під ліцензією сумлінного використання, прийнятої у практиці авторського права США.
Фотографії були також завантажені на Вікісховище, один з проєктів Фонду Вікімедіа. На Вікісховище можливе завантаження файлів тільки під вільними ліцензіями, які перебувають у відкритому доступі або не перетинають поріг оригінальності. На сайті також є спеціальний шаблон для фотографій у відкритому доступі, що повідомляє про створення даного твору не людиною, через що він знаходиться в суспільному надбанні. Слейтер просив Фонд Вікімедіа як власника Вікісховища або платити за використання фотографій, або видалити їх з Вікісховища, стверджуючи, що він є власником авторських прав на них. Його претензії були відкинуті організацією, яка постановила, що ніхто не може претендувати на авторське право створених мавпою фотографій. Запит був оприлюднений у рамках прозорої доповіді, опублікованої фондом у серпні 2014 року.
Слейтер розповів BBC, що він зазнав фінансових збитків внаслідок завантаження фотографії на Вікісховище: «Я отримав £2000 [за цей знімок] у перший рік після його створення. Після його появи у Вікіпедії вся зацікавленість у придбанні пройшла. Важко назвати цифру, але я думаю, що я втратив £10000 або більше. Це вбиває мій бізнес». Слейтера процитував The Daily Telegraph: «Чого вони [Вікімедіа] не розуміють, так це того, що подібні питання повинен вирішувати суд».
Американські та британські юристи у сфері інтелектуальної власності Мері М. Лурія і Чарльз Свон стверджують, що, оскільки творцем фотографії є тварина, а не людина, мови про авторські права не може бути в принципі, незалежно від того, кому належить обладнання, за допомогою якого була створено фотографію. Проте, британська адвокатка Христина Мікалос заявила, що на основі британського закону про мистецтво, що генерується комп'ютером, можна стверджувати про те, що фотограф може бути власником авторських прав на фотографії за фактом володіння ним встановленої на штатив камерою. Так само лондонська юристка Серена Тірні вважає, що «якщо він встановив кут знімання, налаштував обладнання для отримання зображення з конкретними установками світла і тіней, настроїв ефекти, встановив експозицію або використовував фільтри чи інші спеціальні настройки світла і всього необхідного, що є в кадрі, а весь вклад мавпи полягав в натисканні на кнопку, то він має всі підстави стверджувати, що на дану фотографію поширюється закон про авторські права і саме він є її автором і власником прав на неї». Крім того, Андрес Гуадамуз, викладач в сфері права інтелектуальної власності в Університеті Сассекса, пише, що чинна практика Європейського прецедентного права, особливо справа Infopaq International A/S v Danske Dagblades Forening, показує, що сам факт відбору фотографій достатній для гарантування оригінальності, якщо цей процес відображає особистість фотографа.
22 грудня 2014 року Бюро авторського права США оголосило свою позицію, пояснивши, що твори, створені не людьми, не є об'єктами авторського права, вказавши як приклади «фотографії, зроблені мавпами». Слейтер заявив, що має намір подати позов до суду на Вікіпедію за порушення авторських прав своїх творів.

## Вікіманія 2014
На Вікіманії 2014 року в Барбікан-центрі в Лондоні однією з тем доповідей стала «Monkey-selfie selfie». Конференцію відвідав один із засновників Вікіпедії, співзасновник і член правління Фонду Вікімедіа Джиммі Вейлз. На заході він зробив селфі з друкованою копією фотографії макаки. Реакція на ці автопортрети з попередньо надрукованими фотографіями мавпи була неоднозначною. Учасник Вікіпедії Андреас Кольбе написав у Wikipediocracy, що Вейлза критикували деякі користувачі Твіттера і Вікіпедії за дії, які багатьом «здалися нетактовною зловтіхою».

## Позов PETA
22 вересня 2015 року організація «Люди за етичне ставлення до тварин» (РЕТА) подала позов до окружного суду США по Північному округу штату Каліфорнія з проханням забезпечити мавпам можливість виступати суб'єктами авторського права та надати PETA адміністрування фінансових надходжень від фотографій на користь мавпи та інших чубатих макак на території заповідника на Сулавесі. У листопаді стало відомо, що PETA, можливо, переплутали макаку, вказавши в заяві не ту мавпу.
Під час слухань у січні 2016 року окружний суддя США Вільям Оррік заявив, що авторське право не поширюється на тварин.